# Ruopsisjauratj
Ruopsisjauratj är en sjö i Jokkmokks kommun i Lappland och ingår i Luleälvens huvudavrinningsområde. Sjön har en area på 0,151 kvadratkilometer och ligger 369 meter över havet.

## Delavrinningsområde
Ruopsisjauratj ingår i det delavrinningsområde (738793-165395) som SMHI kallar för Mynnar i Pärlälven. Medelhöjden är 448 meter över havet och ytan är 72,73 kvadratkilometer. Det finns ett avrinningsområde uppströms, och räknas det in blir den ackumulerade arean 95,08 kvadratkilometer. Akkojåkkå som avvattnar avrinningsområdet har biflödesordning 4, vilket innebär att vattnet flödar genom totalt 4 vattendrag innan det når havet efter 222 kilometer. Avrinningsområdet består mestadels av skog (64 procent) och sankmarker (36 procent). Avrinningsområdet har 0,53 kvadratkilometer vattenytor vilket ger det en sjöprocent på 0,7 procent.